# Addiction
Addiction – piąty album studyjny brytyjskiego muzyka Glenna Hughesa. Wydawnictwo ukazało się 10 czerwca 1996 roku nakładem wytwórni muzycznej SPV GmbH/Steamhammer. W Stanach Zjednoczonych nagrania ukazały się 25 listopada 1997 roku dzięki firmie Shrapnel Records. Hughesa w nagraniach wsparli perkusista Joe Travers, gitarzysta Joakim Marsh oraz klawiszowiec Marc Bonilla. Płyta została zarejestrowana w Entourage Studios. Miksowanie odbyło się Westlake Audio, natomiast mastering w Future Disc Systems.

## Lista utworów
Opracowano na podstawie materiału źródłowego.
| Nr  | Tytuł utworu                          | Autorzy                                  | Długość |
| --- | ------------------------------------- | ---------------------------------------- | ------- |
| 1.  | „Death Of Me”                         | Marc Bonilla                             | 3:46    |
| 2.  | „Down”                                | Glenn Hughes, Marc Bonilla, Joakim Marsh | 4:46    |
| 3.  | „Addiction”                           | Glenn Hughes, Marc Bonilla               | 4:28    |
| 4.  | „Madelaine”                           | Glenn Hughes, Marc Bonilla, Joakim Marsh | 4:51    |
| 5.  | „Talk About It”                       | Glenn Hughes, Marc Bonilla               | 4:50    |
| 6.  | „I'm Not Your Slave”                  | Glenn Hughes, Marc Bonilla               | 3:52    |
| 7.  | „Cover Me”                            | Glenn Hughes, Marc Bonilla               | 4:54    |
| 8.  | „Blue Jade”                           | Glenn Hughes, Joakim Marsh               | 7:16    |
| 9.  | „Justified Man”                       | Glenn Hughes, Marc Bonilla               | 3:43    |
| 10. | „I Don’t Want To Live That Way Again” | Glenn Hughes, Marc Bonilla               | 8:18    |
|     |                                       |                                          | 50:44   |

## Twórcy
Opracowano na podstawie materiału źródłowego.

- Glenn Hughes – wokal prowadzący, gitara basowa, produkcja muzyczna
- Marc Bonilla – produkcja muzyczna, gitara, instrumenty klawiszowe
- Joakim Marsh – gitara
- Joe Travers – perkusja
- Michael Scott – produkcja muzyczna
- Tony Alvarez – asystent inżyniera dźwięku
- Michael Scott – inżynieria dźwięku, miksowanie
- Bill Hibbler – producent wykonawczy
- SUKA, Amit Zohar – oprawa graficzna
- Steve Hall – mastering
- Jack Pedota, Tony Diaz – zdjęcia